# HK Partizan Belgrade
Le HK Partizan Belgrade est un club de hockey sur glace de Belgrade en Serbie. Il évolue dans le Championnat de Serbie de hockey sur glace et dans le championnat de Slovénie de hockey sur glace depuis la saison 2009-2010. Il a évolué dans la défunte ligue de Pannonie de 2007 à 2009.

## Historique
Le club est créé en 1945. Il a remporté le championnat national à quatorze reprises.

## Palmarès
- Vainqueur du Championnat de Yougoslavie: 1948, 1951, 1952, 1953, 1954, 1955, 1986
- Vainqueur du Championnat de Serbie-et-Monténégro : 1994, 1995, 2006
- Vainqueur du Championnat de Serbie: 2007, 2008, 2009, 2010, 2011, 2012, 2013, 2014, 2015, 2016
- Vainqueur de la Slohokej Liga : 2011, 2012.
- Vainqueur de la Ligue balkanique: 1994.
- Vainqueur du Coupe de Yougoslavie: 1966, 1986.
- Vainqueur du Coupe de Serbie: 1995.

### articles connexes
- Partizan Belgrade: club omnisports.